# Diporiphora paraconvergens
Espèce
Diporiphora paraconvergens est une espèce de sauriens de la famille des Agamidae.

## Répartition
Cette espèce est endémique d'Australie. Elle se rencontre dans l'Est de l'Australie-Occidentale et dans le Nord-Ouest de l'Australie-Méridionale. 
Sa présence est incertaine au Territoire du Nord.

## Publication originale
- Doughty, Kealley & Melville, 2012 : Taxonomic assessment of Diporiphora (Reptilia: Agamidae) dragon lizards from the western arid zone of Australia. Zootaxa, no 3518, p. 1–24 (texte intégral).